# 스타드 업
《스타드 업》(영어: Starred Up)은 2013년 공개된 영국의 드라마 영화이다.

## 배역
- 잭 오코넬 - 에릭 러브 역
- 벤 멘델슨 - 네빌 러브 역
- 루퍼트 프렌드 - 올리버 보머 역
- 샘 스프루얼 - 헤이스 역
- 앤서니 웰시 - 해선 역
- 데이비드 아잘라 - 타이론 역
- 피터 퍼디넌도 - 데니스 스펜서 역
- 라파엘 소울레 - 자고 역